# 돌로레스 에레디아
돌로레스 에레디아(Dolores Heredia, 1966년 10월 6일 ~ )는 멕시코의 배우이다.

## 출연 작품
- 밴티지 포인트 - 마리 역
- 에디 레이놀즈와 아이언 엔젤스